# Потапов, Леонид Васильевич
Леони́д Васи́льевич Пота́пов (4 июля 1935, п. Уакит, Баунтовский аймак, Бурят-Монгольская АССР, РСФСР, СССР — 12 ноября 2020, Улан-Удэ, Бурятия, Россия) — советский и российский государственный и политический деятель. Первый Президент Республики Бурятия с 8 июля 1994 по 10 июля 2007. Помощник руководителя Администрации Президента России с 2007 по 2009. Ведущий научный сотрудник отдела региональных социально-экономических исследований Бурятского научного центра СО РАН с 2009 по 2020.

## Биография
Родился 4 июля 1935 года в селе Уакит Баунтовского аймака Бурят-Монгольской АССР. Детство его прошло в селе Аргада Курумканского района Бурятии. В 1959 году окончил Хабаровский институт инженеров железнодорожного транспорта по специальности «инженер-механик». По национальности — русский. Хорошо владел бурятским языком, так как вырос в бурятском селе.
Работал на локомотиво-вагоноремонтном заводе в Улан-Удэ: мастер цеха, инженер-технолог отдела, начальник испытательной станции, заместитель начальника, начальник цеха, с 1968 года — главный инженер завода. В 1965 году окончил Иркутский институт народного хозяйства по специальности «экономист».
В 1976—1978 годах — заведующий отделом промышленности.
В 1979 году защитил кандидатскую диссертацию «Проблемы повышения эффективности организации управления ремонтным производством на железнодорожном транспорте». Кандидат экономических наук.
В 1978—1987 — секретарь Бурятского обкома КПСС.
С 1987 года — председатель исполкома Марыйского областного Совета (Туркменская ССР). С января 1990 года — заместитель председателя Верховного Совета Туркменской ССР.
В апреле 1990 года избран первым секретарём Бурятского обкома КПСС (выборы проводились на альтернативной основе). Избирался членом ЦК КПСС (1990). В 1990—1993 — народный депутат РФ. В октябре 1991 года на сессии Верховного Совета Бурятской ССР был избран председателем Верховного Совета республики. В декабре 1993 года избран членом Совета Федерации РФ по Бурятскому двухмандатному избирательному округу № 3, набрав 39,06 % голосов. Являлся членом Комитета по аграрной политике.
На всенародных выборах в 1994 года одержал убедительную победу, став первым Президентом и одновременно Председателем Правительства Республики Бурятия.
С января 1996 года вновь входил в Совет Федерации РФ по должности, был заместителем председателя Комитета по аграрной политике.
Второй раз выиграл президентские выборы 21 июня 1998 года, обойдя десятерых соперников и набрав 63,3 % голосов избирателей, участвовавших в выборах. В декабре 2000 года сложил полномочия в Совете Федерации РФ в соответствии с законом о новом порядке формирования верхней палаты российского парламента. В том же году защитил докторскую диссертацию на тему: «Саморазвитие экономики субъекта Федерации в условиях переходного периода». Доктор экономических наук.
23 июня 2002 года был избран Президентом Республики Бурятия на третий срок, одержав победу уже в первом туре выборов и набрав более 67 % голосов избирателей, значительно опередив своего основного соперника — депутата Государственной Думы Бато Семёнова.
С 27 сентября 2005 по 30 марта 2006 — член президиума Государственного совета Российской Федерации.
Сложил полномочия президента Бурятии в июле 2007 года.
C 20 сентября 2007 года Леонид Потапов приступил к исполнению обязанностей помощника руководителя Администрации Президента РФ.
В феврале 2008 года Леонид Потапов возглавил Наблюдательный совет при Российско-Туркменском деловом совете.
С 2009 года — ведущий научный сотрудник Отдела региональных экономических исследований Бурятского научного центра СО РАН.
Скончался 12 ноября 2020 года от COVID-19. Церемония прощания состоялась 21 ноября в Физкультурно-спортивном комплексе Улан-Удэ. На церемонии, в частности, присутствовали глава республики Алексей Цыденов, сенатор Вячеслав Наговицын, мэр Улан-Удэ Игорь Шутенков, председатель Народного Хурала Владимир Павлов, близкие и родные Леонида Потапова — дочь Татьяна и сын Алексей.

## Выборы 1994 года
На должность президента претендовали четыре кандидата:
1. Александр Семёнович Иванов, зампредседателя Совета Министров, председатель Госэкономики РБ;
2. Сергей Дашинимаевич Намсараев, министр образования РБ;
3. Леонид Васильевич Потапов, председатель Верховного Совета республики;
4. Валерий Анатольевич Шаповалов, владелец частной сыскной фирмы «Шаповалов и К».

Потапов одержал победу во втором туре, став первым Президентом и одновременно Председателем Правительства Республики Бурятия

## Награды
- Заслуженный инженер Бурятской АССР
- Орден Октябрьской Революции
- Орден Трудового Красного Знамени
- Орден «Знак Почёта»
- Почётный гражданин города Улан-Удэ
- Почётный профессор Бурятского государственного университета, Современного гуманитарного университета, Иркутского государственного, Иркутского технического университетов, Российской экономической академии им. Г. В. Плеханова
- Орден Дружбы (26 июня 1995) — за заслуги перед государством, успехи, достигнутые в труде, большой вклад в укрепление дружбы, сотрудничества между народами и самоотверженные действия при спасении погибавших[10]
- Орден «За заслуги перед Отечеством» IV степени (11 мая 1998) — за большой вклад в социально-экономическое развитие республики, укрепление дружбы и сотрудничества между народами[11]
- Орден «За заслуги перед Отечеством» III степени (7 августа 2007) — за большой вклад в укрепление российской государственности и многолетнюю добросовестную работу[12]